# Alain Le Henry
Pour les articles homonymes, voir Henry.
Alain Le Henry est un acteur, adaptateur, scénariste, dialoguiste, assistant à la réalisation et directeur de casting français.

## Filmographie
- 1977 : Diabolo menthe de Diane Kurys
- 1980 : Cocktail Molotov de Diane Kurys
- 1980 : Mais qu'est-ce que j'ai fait au bon Dieu pour avoir une femme qui boit dans les cafés avec les hommes ? de Jan Saint-Hamont
- 1982 : Le Grand Pardon de Alexandre Arcady
- 1983 : Coup de foudre de Diane Kurys
- 1983 : Le Grand Carnaval de Alexandre Arcady
- 1985 : Subway de Luc Besson
- 1985 : Elsa, Elsa de Didier Haudepin
- 1986 : La Femme de ma vie de Régis Wargnier
- 1987 : Poussière d'ange d'Édouard Niermans
- 1987 : Dernier été à Tanger de Alexandre Arcady
- 1989 : Je suis le seigneur du château de Régis Wargnier
- 1990 : La Baule-les-Pins de Diane Kurys
- 1990 : La Fille des collines
- 1992 : Indochine de Régis Wargnier
- 1994 : Regarde les hommes tomber de Jacques Audiard
- 1995 : Une femme française de Régis Wargnier
- 1996 : Un héros très discret de Jacques Audiard
- 2009 : Je suis heureux que ma mère soit vivante de Claude Miller et Nathan Miller